# Newcastle (Irlandia Północna)
Newcastle (irl. An Caisleán Nua) – miasto w południowo-wschodniej części Irlandii Północnej (Wielka Brytania), w hrabstwie Down, kurort nadmorski położony nad zatoką Dundrum Bay (Morze Irlandzkie), u podnóża gór Mourne.
Populacja miasta wynosi 7444 mieszkańców (2001).

## Demografia
- 69% mieszkańców stanowią katolicy, 28% – protestanci.
- Bezrobocie w mieście wynosi 4,1%.

## Interesujące miejsca
- Góry Mourne i park leśny Tollymore.
- Źródło św. Patryka